# Serravalle Pistoiese

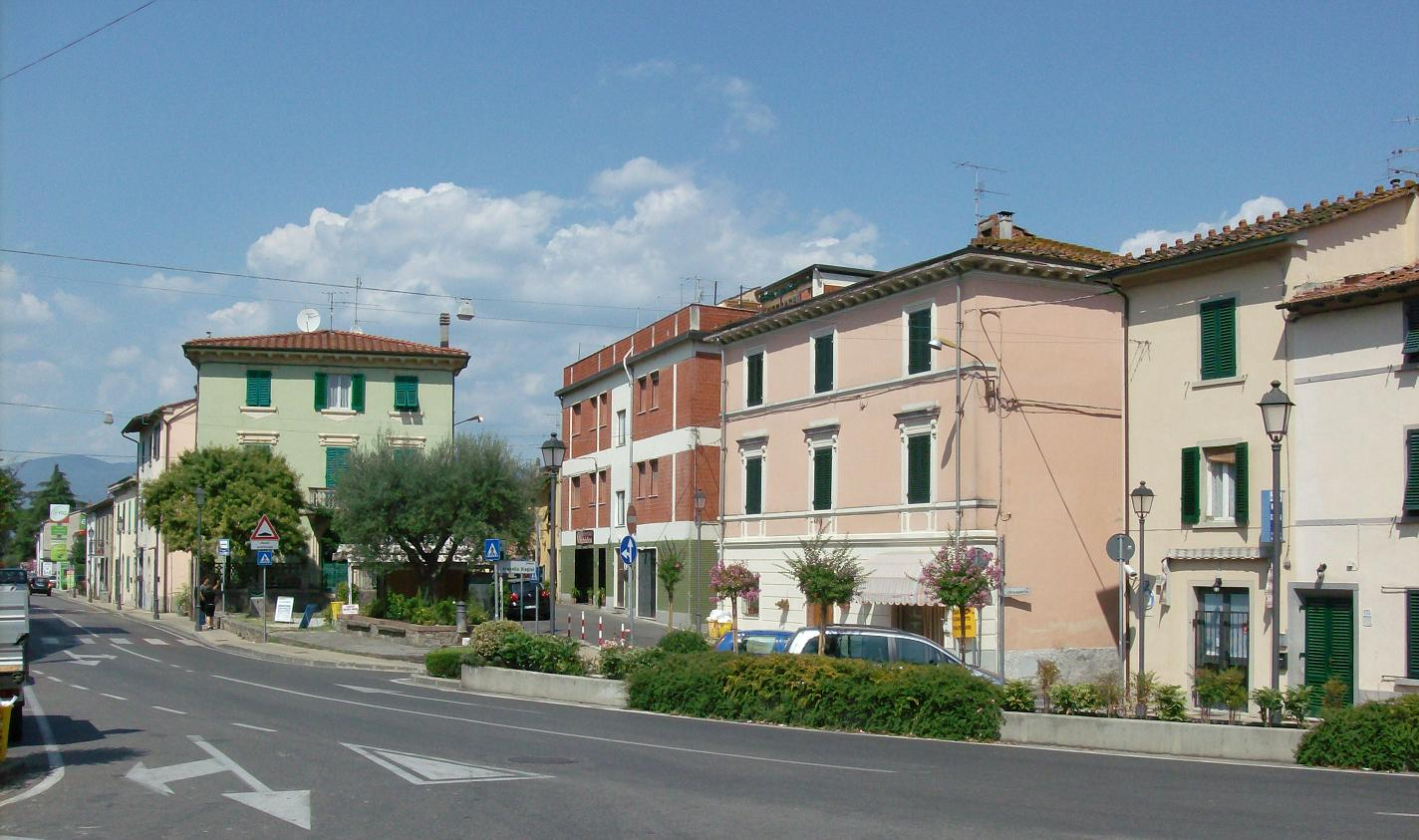
Centrum van Cantagrillo, een van de dorpen (frazioni) van de gemeente Serravalle Pistoiese

Serravalle Pistoiese is een gemeente in de Italiaanse provincie Pistoia (regio Toscane) en telt 10.675 inwoners (31-12-2004). De oppervlakte bedraagt 42,1 km², de bevolkingsdichtheid is 254 inwoners per km².
De volgende frazioni maken deel uit van de gemeente: Baco, Cantagrillo, Casalguidi, Castellina, Pontassio, Ponte alla Stella, Ponte di Serravalle, Serravalle Scalo, Le ville, Vinacciano.

## Demografie

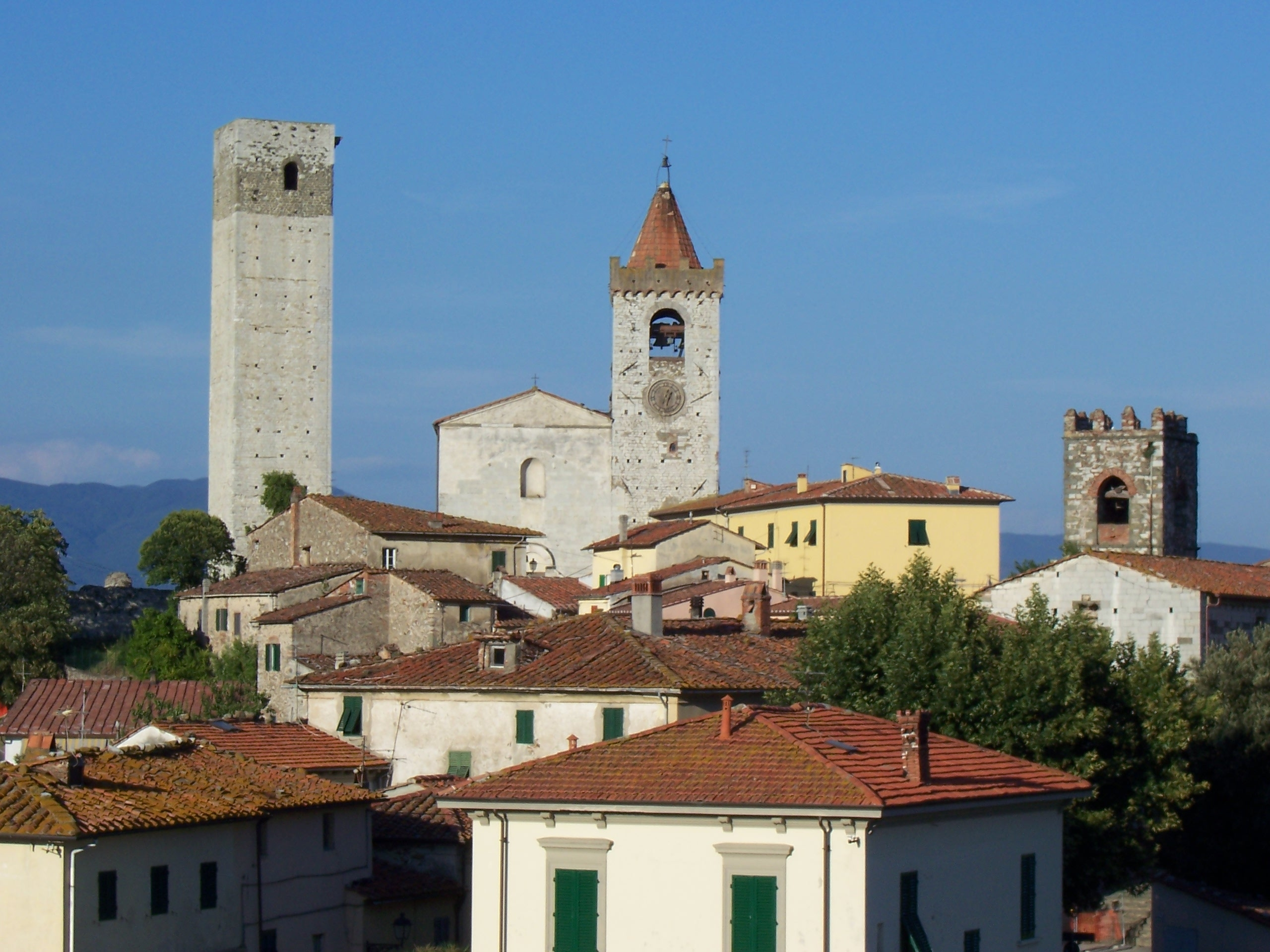
Serravalle Pistoiese

Serravalle Pistoiese telt ongeveer 4117 huishoudens. Het aantal inwoners steeg in de periode 1991-2001 met 15,9% volgens cijfers uit de tienjaarlijkse volkstellingen van ISTAT.
| Jaar | Inwoneraantal |
| ---- | ------------- |
| 1991 | 8754          |
| 2001 | 10.150        |

## Geografie
De gemeente ligt op ongeveer 182 m boven zeeniveau.
Serravalle Pistoiese grenst aan de volgende gemeenten: Lamporecchio, Larciano, Marliana, Monsummano Terme, Montecatini Terme, Pieve a Nievole, Pistoia, Quarrata.